# Piazza di Trevi
Piazza di Trevi is een plein in Rome dat bekend is geworden door de Trevifontein.
De naam Trevi is afgeleid van Trivium wat staat voor 3, en komt voort uit het feit dat op deze plaats vroeger 3 grote wegen samenkwamen.
De bekende Trevifontein die centraal staat op het plein is gebouwd in opdracht van paus Clemens XII. Vele architecten en beeldhouwers zijn verantwoordelijk geweest voor de bouw. Initieel is de bouw van de fontein gestart door de bekende architecten Bernini en Pietro della Cortona. Uiteindelijk werd ruim 100 jaar na aanvang de bouw voltooid door Nicola Salvi.
De Trevifontein is de bekendste en grootste fontein van Rome met een breedte van 22 meter en een hoogte van 26 meter.